# Carvide
Carvide est une freguesia portugaise située dans le District de Leiria.
Avec une superficie de 17,31 km2 et une population de 2 913 habitants (2001), la paroisse possède une densité de 168,3 hab/km2.